# Portret króla Polski Augusta II (1670–1733)
Portret króla Polski Augusta II (1670-1733) – obraz olejny namalowany przez francuskiego malarza Louisa de Silvestre’a w 1718, znajdujący się w zbiorach Galerii Drezdeńskiej w Dreźnie.
Portret przedstawia elektora Saksonii, króla Polski i wielkiego księcia litewskiego Augusta II Mocnego wspierającego się na berle z peruką à la lion na głowie, ujętego w pozycji en pied w zbroi pełnej (przyłbica i rękawice leżą na ziemi). Na płaszczu króla opadającym na tron przyszyta jest gwiazda orderowa a sam Order Orła Białego zawieszony jest na wielkiej wstędze z błękitnej mory. Insygnia Augusta II Mocnego – korona, jabłko i miecz koronacyjny, spoczywają na stole obok.